# 対潜艦
対潜艦（たいせんかん；ロシア語: Противолодочный корабль, 英: Anti-submarine ship）は、対潜戦を主とする戦闘艦の総称。また、ソビエト連邦海軍・ロシア海軍がそれらの艦に与えた艦種呼称。

## ソビエト連邦・ロシア

### 大型対潜艦
大型対潜艦（Большой противолодочный корабль: BPK）は、外洋で攻勢的な対潜作戦を展開するための艦艇であり、艦固有の艦載機、および原子力潜水艦との協同が考慮されている。西側の巡洋艦・駆逐艦に相当するものである。
1950年代末、アメリカ海軍はジョージ・ワシントン級原子力潜水艦の配備を開始した。これは、実用弾道ミサイル潜水艦の嚆矢であり、ポラリス潜水艦発射弾道ミサイルによる核火力と、原子力潜水艦としての隠密性・行動性を備えていた。これは、ソビエト連邦政府に対して、重大な衝撃を与えた。当時のソビエト連邦海軍はほぼ純粋な沿岸海軍であり、これらの潜水艦を阻止しうる望みは薄かった。従って、ソビエト連邦は、近海からの奇襲的な核攻撃に対して非常に脆弱な状態に置かれていた。
1961年12月30日、ソ連共産党政治局およびソビエト連邦閣僚評議会は、第1180号-510議決により、これらへの対処を決定した。この決定により、50年代を通じてソ連海軍で採択されてきた、対水上・対地火力投射というドクトリンを廃し、かわって、対潜水艦戦を重視することとされた。これによって1966年5月19日創設された艦種が大型対潜艦である。規模においてさらに1等と2等に区分される。
- 1等大型対潜艦
  - 1125型大型対潜艦（計画のみ）
  - 1134型（クレスタI型巡洋艦）
大型対潜艦制定以前は防空・対潜艦であった。1977年以降はミサイル巡洋艦とされた。
  - 1134A型（クレスタII型巡洋艦）
  - 1134B型（カーラ型巡洋艦）
  - 1155型（ウダロイ級駆逐艦）
- 2等大型対潜艦
  - 56EM型、56M型（キルディン型駆逐艦）
大型ミサイル艦に類別されていたが、大型対潜艦に変更された。後に56-U号計画によって改修された艦は再度大型ミサイル艦に変更されている。
  - 57A型（カニン型駆逐艦）
当初は大型ミサイル艦に類別されていたが、1960年代末から1970年代にかけて各艦の改修とともに大型対潜艦に変更された。
  - 61型（カシン型駆逐艦）
当初は対空・対潜警備艦（Сторожевой корабль противовоздушной и противолодочной обороны）に類別されていたが、大型対潜艦制定とともに変更された。在籍していた艦は1992年より再度警備艦に変更されている。
  - 1135型、1135-M型（クリヴァク型フリゲート）
1977年以降は警備艦とされた。

### 小型対潜艦
小型対潜艦（Малый противолодочный корабль：МПК）とは、沿岸で防衛的な対潜作戦を展開するための艦艇であり、地上基地発進の対潜哨戒機、および通常動力型潜水艦との協同が考慮されている。西側のコルベット・通報艦に相当するものである。
- 204型（ポチ型コルベット）
- 1124型（グリシャ型コルベット）
- 1241.2P/PE型（パウク型コルベット）
- 133型（パルヒム型コルベット）

### 関連艦種
またこの他に、大型/小型対潜艦とともに対潜戦を遂行する艦種として、下記の2種がある。
対潜巡洋艦（Противолодочный крейсер）
大型対潜艦による外洋対潜部隊の中核となる艦で、大型対潜艦より強力な洋上航空運用能力を有する。
- 1123型（モスクワ級ヘリコプター巡洋艦）

警備艦（Сторожевой Корабль）
大型対潜艦と小型対潜艦の中間的な性格のもので、外洋において大型対潜艦を補完し、また沿岸において小型対潜艦による対潜ユニットの旗艦となるように考慮された。西側のフリゲートに相当するものである。
これらの艦艇は、1960年代から1970年代にかけてソビエト海軍の中核的な洋上兵力をなし、外洋への進出に大きく貢献した。
しかし一方で、この時代に世界各国海軍の洋上部隊を悩ませた問題から、これらの対潜艦も無縁ではなかった。すなわち、対潜火力およびソナーの性能上の制約により、洋上艦による対潜戦能力は限定的なものとならざるを得なかったのである。また、政治的に決定されたドグマとしての対潜戦への執着は、これらの対潜艦から対水上火力をほとんど奪ってしまうという結果をもたらしていた。このことから、1980年代においては、対潜火力を重視する大型対潜艦に対して、対空・対水上火力を重視する駆逐艦としてのソヴレメンヌイ級駆逐艦が並行して整備されるようになっている。

## アメリカ
第二次世界大戦末期のシュノーケルの実用化や水中高速潜の出現などを受けて、大戦後、潜水艦脅威の深刻化が懸念された。このことから、アメリカ海軍は、対潜戦重視の新艦種として対潜巡洋艦（CLK）と対潜駆逐艦（DDK）を新設し、前者として「ノーフォーク」、後者としてカーペンター級が整備された。しかしその後の艦種再編で、CLKは嚮導駆逐艦（DL）、DDKは護衛駆逐艦（DDE）を経て通常の駆逐艦（DD）に編入され、いずれも消滅している。

## 日本
保安庁警備隊時代、国産の警備艦は甲型警備艦（DD）と乙型警備艦（DE）の二種類のみであった。その後、防衛庁海上自衛隊に改編され、第二次世界大戦後初の長期軍備計画として1957年に策定された第1次防衛力整備計画において、甲型警備艦を、さらに3種類に細分化することが計画された。すなわち、対潜護衛艦（DDK）、対空護衛艦（DDA）、指揮護衛艦（DDC）である。対潜護衛艦（Anti Submarine Destroyer, DDK）は護衛艦隊のワークホースとして構想され、Mk 33 3インチ砲による個艦防空力を備えるものとされていた。